# Hombre Mono de Bukit Timah
El Hombre Mono de Bukit Timah, generalmente abreviado como BTM o BTMM por sus siglas en inglés, es un críptido que se dice habita Singapur, principalmente en la región boscosa de Bukit Timah. La criatura es a menudo mencionada como un homínido o primate que mora en el bosque, y al que también se le atribuye ser inmortal; aun así, su identidad exacta es desconocida, y su existencia discutida. La documentación del BTM es escasa; la criatura en gran parte se considera un producto del folclore local. Karl Shuker, uno de los principales criptozoólogos, aun así ha representado al BTM extensamente en su libro Animales Extraordinarios Revisited (2007).
Los alegados avistamientos del animal son raros. Los reportes provienen principalmente del folclore malayo, historias de soldados japoneses en la Segunda Guerra Mundial, y ocasionales reportes no confirmados de residentes locales. El primer avistamiento se dice que ocurrió aproximadamente en 1805; el más reciente es de 2007. El BTM se dice que es un homínido, de color grisáceo, y de entre uno y dos metros de altura, con un andar bípedo. Todos los avistamientos se centran alrededor de la región Bukit Timah, la cual le da su nombre.
Si la criatura verdaderamente existió, su hábitat sería notablemente pequeño. La selva tropical Bukit Timah, su hábitat, mide 164 hectáreas, que son aproximadamente 1,6 km cuadrados, y el área es frecuentada por visitantes y guardabosques.  Además, el área esta completamente rodeada por poblados urbanos, estando a solo 12 kilómetros del centro de la ciudad, lo cual probablemente hubiera incrementado la detección por humanos. Algunos expertos reclaman que el BTM es solo un caso de identidad equivocada; que los avistamientos eran probablemente de un macaco cangrejero, una especie de mono común en el área.

## Avistamientos
Los avistamientos del BTM son raros, en casi toda la región de Bukit Timah y su proximidades. El primer reporte de la criatura fue 1805, antes del asentamiento británico colonial de Singapur, cuando un anciano malayo afirmó haber visto una criatura con cara de mono caminando en el área de Bukit Timah . Los soldados japoneses también informaron de la criatura durante la Segunda Guerra Mundial. Richard Freeman, un criptozoologo, ha argumentado que un animal así pudo fácilmente haber habitado Singapur en el periodo precolonial.
El avistamiento más reciente del BTM fue en 2007. Un tabloide de Singapur, The New Paper, presentaba por entonces a la criatura en sus periódicos, reuniendo historias de un número de testigos. Entre los artículos destacados están:

Un taxista de 48 años, quién vivía alrededor del barrio de Serangoon, dijo:

"Cuándo estaba conduciendo mi taxi pasado el cuartel de bomberos en la carretera de Bukit Timah en medio de la noche golpee lo qué pensé era un niño que corría en medio de la carretera. Estaba en el capó y entonces me sorprendió - era como un mono pero muy  grande! corrió herido y cubierto de sangre, y agarrando su brazo el cual estaba roto."

Un ama de casa de 29 años dijo:

" Iba a la parada de autobuses temprano una mañana para tomar el autobús 171. Estaba muy brumoso y frío. Pensé haber visto un vagabundo en el cubo de basura,  cuándo me acerqué, hizo un sonido animal fuerte y corrió hacia el bosque. Era gris, peludo y corrió en dos piernas, pero tenía la cara de un mono. Yo temblaba de miedo y llame la policía pero fue inútil."

Un jubilado de 65 años del barrio de Bukit Panjang recordó a la criatura en su niñez, diciendo:

"Siempre se nos decía de niños que no debíamos acercarnos por la noche debido al Hombre Mono. Naturalmente nunca lo llegamos a ver pero siempre un tío o amigo de la familia decía haberlo visto. Una vez nos mostraron unas huellas cerca de la camino del bosque, y recuerdo un olor a orina fuerte. Siempre que oíamos alaridos proviniendo del bosque nos decíamos unos a los otros- no molestes al Hombre Mono."

El periódico chino Shin Min Daily News también reportó al BTM en 2008, declarando que el Hombre Mono aparecía por la noche en la Reserva Natural Bukit Timah. El periódico describió a la criatura como teniendo la cara de un mono pero andando erguido como un hombre; se envió a un periodista para buscar evidencias, pero la expedición resultó en vano. Un oficial de la Reserva Natural Bukit Timah afirmó en ese momento que las personas estaban confundiendo al macaco cangrejero común en el área con el Hombre Mono.

## Semejanzas

### Con monos locales

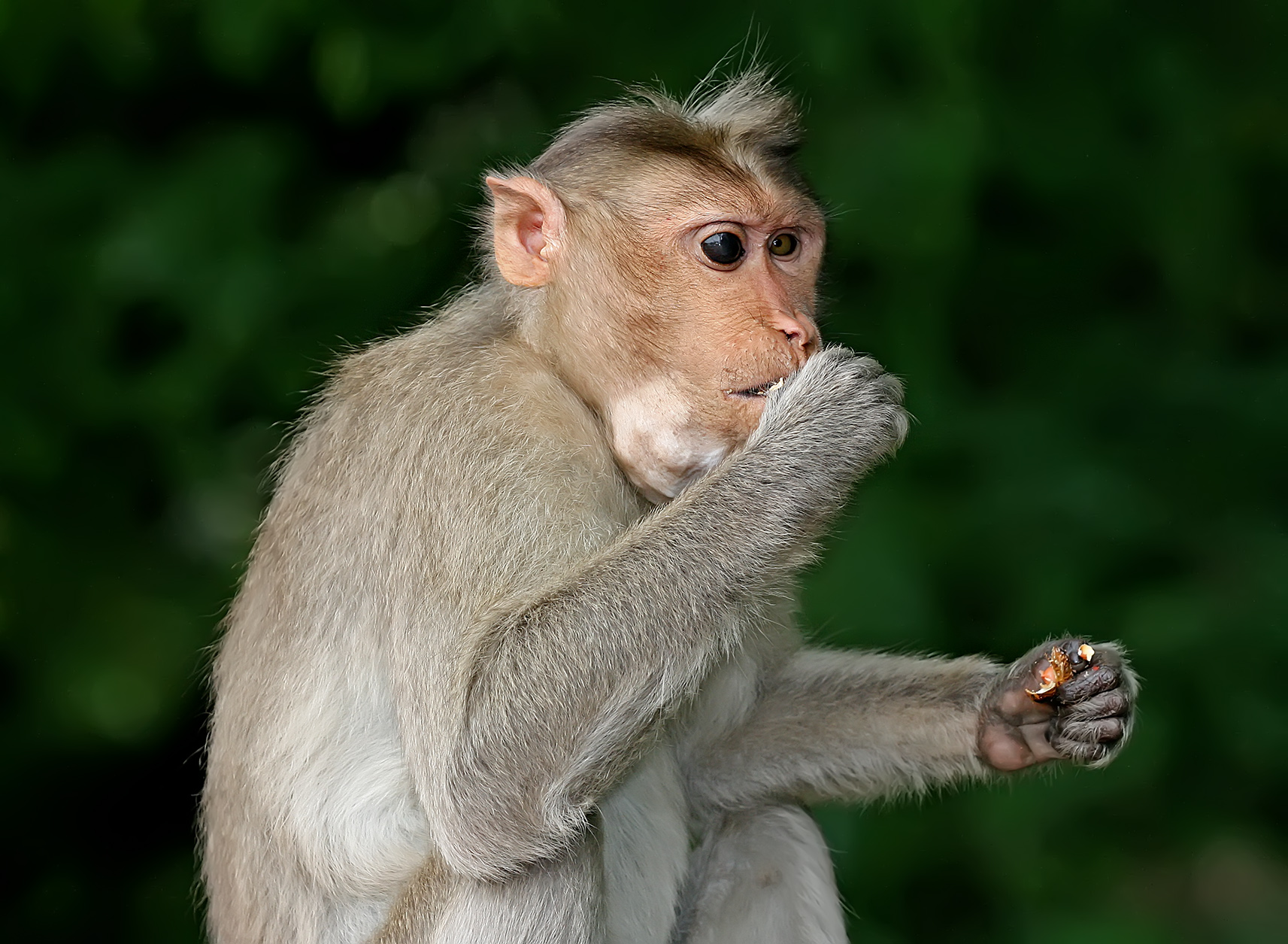
Un Macaco cangrejero. Tales monos son frecuentes el área de Bukit Timah.

Los monos son a menudo vistos vagando y son encontrados por visitantes en la Reserva Natural Bukit Timah, y los macacos poseen semejanzas con las descripciones del Hombre Mono. La distinción más clara entre los dos sería la altura; los macacos cangrejeros miden típicamente 38-55 centímetros de longitud, mientras que el BTM se dice mide entre uno y dos metros. La percepción de altura, sin embargo, también puede verse distorsionada por factores como la oscuridad y la percepción angular.

### Con otro críptidos
Además de los monos locales existentes en la región, el Hombre Mono ha sido relacionado con otros críptidos. La relación más obvia sería el Orang Pendek, una criatura similar que habita en la isla de Sumatra; algunos criptozoólogos incluso han colocado al BTM como parte de la especie del Orang Pendek. La criatura es también frecuentemente comparada al Hombre Mono  de Nueva Delhi, en India. Los dos críptidos han sido enlazados a Spring Heeled Jack, un extraordinario saltarín que asustó a personas y transeúntes en Inglaterra en el siglo XIX e inicios del XX.